# Brosset
Brosset je priimek več oseb:
- Colette Brosset, francoska igralka in pisateljica
- Diégo-Charles-Joseph Brosset, francoski general